# Ruth Perry
Ruth Sando Fahnbulleh Perry (16 de julho de 1939 - 8 de janeiro de 2017) foi uma política liberiana. Ela atuou como presidente do Conselho de Estado da Libéria de 3 de setembro de 1996 a 2 de agosto de 1997, após a Primeira Guerra Civil da Libéria. Depois de onze tentativas internacionais de paz entre 1990 e 1995 para acabar com a guerra civil na Libéria, as tentativas pareciam ter sucesso. O Conselho de Estado interino consistia em um presidente civil, bem como membros de facções em guerra: Charles Taylor; Alhaji Kromah, líder do Movimento Unido de Libertação da Libéria para a Democracia; George Boley, líder do Conselho de Paz da Libéria  e dois outros civis.
Perry era conhecida por ser a primeira mulher presidente da Libéria e da África contemporânea como um todo. A Libéria também tem a distinção de eleger Ellen Johnson Sirleaf como a primeira líder africana eleita nos tempos modernos.

## Vida pregressa
Perry nasceu em 16 de julho de 1939, em uma área rural de Grand Cape Mount County, Libéria, filha de Marjon e AlHaji Semila Fahnbulleh. Ela era uma muçulmana de ascendência étnica Vai . Quando criança, Perry participava da sociedade Sande, uma escola tradicional e sociedade secreta para mulheres, e frequentava aulas regulares. Mais tarde, seus pais a matricularam em uma escola católica romana para meninas em Monróvia, administrada por freiras missionárias. Perry formou-se no Teachers College da Universidade da Libéria. Ela trabalhou como professora de escola primária em Grand Cape Mount County.
Ela se casou com McDonald Perry, um juiz e legislador e eles tiveram sete filhos. Depois que seus filhos cresceram, Perry trabalhou no escritório de Monrovia do Chase Manhattan Bank em 1971 e lecionou em uma escola Sande como ancião.

## Carreira política
Quando seu marido estava envolvido na política, Ruth Perry se engajou na campanha eleitoral e tentou fazer com que as mulheres votassem nele. Depois que seu marido morreu, o partido pediu a Ruth que concorresse a senadora por seu distrito natal. Em 1985, Perry ganhou uma cadeira no Senado da Libéria como candidato do Partido da Unidade. Em resposta à eleição presidencial de Samuel Doe após convocar eleições, os titulares de cargos do Partido da Unidade e outros políticos da oposição oficial boicotaram o Senado em protesto, afirmando que o governo de Doe era ilegítimo. Perry não aderiu ao boicote e se tornou o único membro da oposição na Assembleia. "Você não pode resolver os problemas ficando longe", disse ela. Ela serviu até 1989. Posteriormente, Perry lançou um negócio de varejo e tornou-se ativo em grupos civis como a Women Initiative in Liberia, Women in Action for Goodwill e a Associação de Serviços Sociais que buscavam o fim da crescente Guerra Civil da Libéria.

### Chefe de Estado Interina: 1996–97
Em 17 de agosto de 1996, após 17 anos de conflito e 7 anos de guerra, os representantes da Comunidade Econômica dos Estados da África Ocidental (CEDEAO) negociaram um Cessar-fogo entre as facções em guerra da Libéria e anunciaram que Perry substituiria Wilton Sankawulo como presidente do Conselho de Estado em governo interino. Alegadamente, todos os quatro senhores da guerra no conflito da Libéria concordaram com o acordo de paz com Perry como líder interina, após seu retorno de um breve exílio em Staten Island, Nova York.

## Pós-governo e morte
Depois de sair do poder, Perry viveu na Libéria e nos Estados Unidos. Em 2004, era a Presidente dos Arquivos Presidentciais Africanos e Centro de Pesquisa da  Universidade de Boston. Faleceu em 8 de janeiro de 2017 aos 77 anos.